# Tipula (Yamatotipula) subreversa
Tipula (Yamatotipula) subreversa is een tweevleugelige uit de familie langpootmuggen (Tipulidae). De soort komt voor in het Palearctisch gebied.